# Neil Fitzgerald
Neil Fitzgerald (* 15. Januar 1892 in County Tipperary als Cornelius James Fitzgerald; † 15. Juni 1982 in Princeton, New Jersey) war ein irischer Schauspieler.

## Leben
Neil Fitzgerald wurde 1892 in County Tipperary geboren. Er war Sohn des Lebensmittelhändler James Joseph Fitzgerald und dessen Frau Ellen McGrath. Er studierte am Trinity College Dublin Pharmazie. Er entschied sich aber Schauspieler zu werden.
1934 hatte Fitzgerald bei dem Film What Every Woman Knows erstmals eine Rolle inne. Sein Broadway-Debüt gab er 1940 in Leave Her to Heaven. 1949 erhielt er seine erste Rolle in der Fernsehserie NBC Presents. 1949 bis 1954 hatte er seine erste wiederkehrende Rolle in der Fernsehserie The Philco Television Playhouse. Sein Schaffen für Film und Fernsehen umfasst mehr als 60 Produktionen. Zuletzt trat er schauspielerisch 1972 in Erscheinung.

## Filmografie
- 1934: What Every Woman Knows
- 1935: Das Mädchen, das den Lord nicht wollte (The Gilded Lily)
- 1935: Vanessa, Her Love Story
- 1935: Frankensteins Braut (Bride of Frankenstein)
- 1935: $10 Raise
- 1935: Der Verräter (The Informer)
- 1935: Charlie Chan in Shanghai
- 1935: The Perfect Gentleman (The Imperfect Lady)
- 1936: Anything Goes
- 1936: Kein Alibi für den Staatsanwalt (The Unguarded Hour)
- 1936: The King Steps Out
- 1936: The White Angel
- 1936: Maria von Schottland (Mary of Scotland)
- 1936: Charlie Chan beim Pferderennen (Charlie Chan at the Race Track)
- 1936: Der Pflug und die Sterne (The Plough and the Stars)
- 1937: In den Fesseln von Shangri-La (Lost Horizon)
- 1937: The Thirteenth Chair
- 1937: Parnell
- 1937: London by Night
- 1937: Lancer Spy
- 1938: International Settlement
- 1938: Die Schwester der Braut (Holiday)
- 1938: Entführt (Kidnapped)
- 1938: Marie-Antoinette
- 1938: Bulldog Drummond – Abenteuer in Afrika (Bulldog Drummond in Africa)
- 1938: Mr. Moto und die Flotte (Mr. Moto’s Last Warning)
- 1938: Scotland Yard erlässt Haftbefehl (Arrest Bulldog Drummond)
- 1939: Sergeant Madden
- 1939: Scotland Yard blamiert sich (Bulldog Drummond’s Secret Police)
- 1939: Bulldog Drummond: Hochzeit mit Knall auf Fall (Bulldog Drummond’s Bride)
- 1939: Die Abenteuer des Sherlock Holmes (The Adventures of Sherlock Holmes)
- 1939: Herrscher der Meere (Rulers of the Sea)
- 1949: NBC Presents (Fernsehserie, Folge 1x11)
- 1949: Westinghouse Studio One (Fernsehserie, Folge 1x14)
- 1949–1954: The Philco Television Playhouse (Fernsehserie, 4 Folgen)
- 1950: Nash Airflyte Theatre (Fernsehserie, Folge 1x11)
- 1950: The Ford Theatre Hour (Ford Theatre, Fernsehserie, Folge 3x09)
- 1951: Pulitzer Prize Playhouse (Fernsehserie, Folge 1x34)
- 1951–1954: Robert Montgomery Presents (Fernsehserie, 4 Folgen)
- 1952: Steve Randall (undefined, Fernsehserie, 2 Folgen)
- 1952: Lux Video Theatre (Fernsehserie, 2 Folgen)
- 1952: Armstrong Circle Theatre (Fernsehserie, Folge 3x10)
- 1953: Niagara
- 1953: Broadway Television Theatre (Fernsehserie, Folge 2x21)
- 1953: The Harp of Erin (Fernsehfilm)
- 1954: Man Against Crime (Fernsehserie, Folge 5x16)
- 1954: Four Star Playhouse (Fernsehserie, Folge 2x20)
- 1954: Kraft Television Theatre (Fernsehserie, Folge 7x29)
- 1955: Danger (Fernsehserie, Folge 5x19)
- 1956: Omnibus (Fernsehserie, Folge 4x22)
- 1956: I Spy (Fernsehserie, Folge 1x26)
- 1957: The Jackie Gleason Show (Fernsehserie, Folge 4x23)
- 1959: The Play of the Week (Play of the Week, Fernsehserie, Folge 1x07)
- 1961: ’Way Out (Fernsehserie, Folge 1x05)
- 1963: Look Up and Live (Fernsehserie, eine Folge)
- 1963: The Doctors (Fernsehserie, Folge 1x39)
- 1963–1964: East Side/West Side (Fernsehserie, 2 Folgen)
- 1964: Preston & Preston (The Defenders, Fernsehserie, Folge 3x14)
- 1965: Die 27. Etage (Mirage)
- 1966: The Jackie Gleason Show (Fernsehserie, Folge 1x07)
- 1968: The Thanksgiving Visitor (Fernsehfilm)
- 1972: Unter Wilden (Savages)